# Tintange

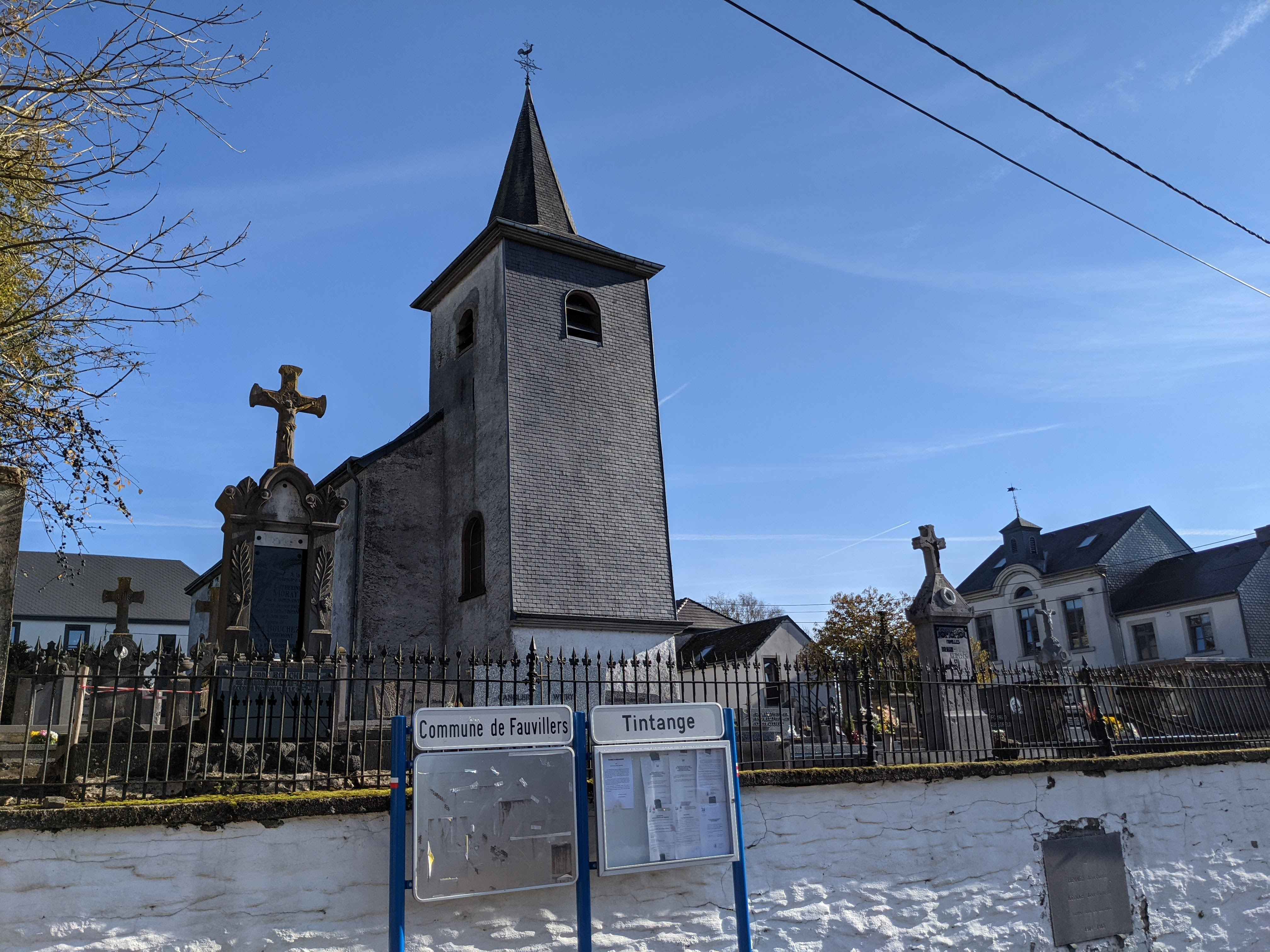
Dorfkirche

Tintange (Deutsch (veraltet): Tintingen, Luxemburgisch: Tënnen, Wallonisch Tîtindje) ist ein Dorf und eine Teilgemeinde der belgischen Gemeinde Fauvillers in der Provinz Luxemburg in Wallonie.
Tintange liegt an der Nationalstraße N4, zwischen Bastogne und Martelange in einer waldreichen Umgebung zwischen den Tälern der Sauer, des Surbachs und der Molscht.

## Geschichte
Frühere Schreibweisen: Tintingen (1468), Tintenge (1688).
1823: Zusammenschluss mit der Gemeinde Warnach.
1977: beim Zusammenschluss belgischer Gemeinden wird Tintange eine Teilgemeinde von Fauvillers.